# 少年と犬
『少年と犬』（しょうねんといぬ）は、馳星周による小説。第163回直木三十五賞受賞作。6編からなる連作短編である。東日本大震災で飼い主を亡くした犬の「多聞」とそれに関わる人々の物語を描く。
2025年に映画版が公開された。

## 構成
- 「男と犬」 - 東日本大震災で被災した宮城県仙台市を舞台に、窃盗団に手を貸す和正と多聞が出会う。
- 「泥棒と犬」 - 窃盗団の一員であるミゲルが、多聞とともに新潟県に向けて逃走する。
- 「夫婦と犬」 - 富山県に住む中山夫婦が多聞を拾う。
- 「娼婦と犬」 - 滋賀県で娼婦の美羽が多聞を拾う。
- 「老人と犬」 - 島根県で猟師を営む弥一が多聞を拾う。
- 「少年と犬」 - 熊本県に住む内村が多聞を拾い、家族で飼うことを決める。

## 登場人物
多聞
シェパード。東日本大震災で飼い主を亡くす。南の方向をよく気にする。多くの人々に飼われながら西へと向かい、最終的に内村家によって飼われることになったが、熊本地震の際に光をかばって死亡する。
出口春子
釜石市在住の女性。多聞の飼い主であったが、東日本大震災で死亡する。
中垣和正
認知症の母のため、金目当てで盗賊団の運転手を務めるが、交通事故で死亡する。
ミゲル
「泥棒と犬」の主人公。盗賊団に所属する外国人。逃走を図り新潟県へと向かい、そこで多聞を放すが、最後に何者かによって射殺される。
中山大貴
「夫婦と犬」の登場人物。牛岳でのトレイルランニング中にクマを追い払ってもらった縁から、多聞を自宅に連れ帰る。多聞を「トンバ」と呼ぶ。トレッキング中に滑落して死亡する。
中山紗英
「夫婦と犬」の登場人物。大貴の妻。有機野菜と手作りの工芸品をネットで販売することで生計を立てているが、それをいいことに子供っぽく趣味にばかり熱を上げる大貴に辟易している。多聞を「クリント」と呼ぶ。
美羽
「娼婦と犬」の主人公。滋賀県在住。多聞を「レオ」と名付ける。ギャンブラーの晴哉のために風俗店で働くが、金を無心するばかりで儲けても何一つ自分に返そうとせず、ついには若い女と浮気までしていたことを知って晴哉に愛想が尽き殺害。その死体を埋めに行った帰り道に多聞を拾った。自首を決意し、多聞を京都の山中に放つ。
片野弥一
「老人と犬」の主人公。島根県在住。長年の相棒だった猟犬の死をきっかけに引退しているがかつては集落一の猟師だった。迷い込んできた多聞を「ノリツネ」と名付ける。末期の膵臓がんを患っており、ノリツネは疎遠となった娘の代わりに、自身を看取るために遣わされたと信じる。集落の人達に頼まれ村に降りてきた熊を駆除するため山に入るが、助っ人として呼ばれていた他所の猟師の誤射によって死亡する。
内村徹
「少年と犬」の登場人物。釜石市で漁師をしていたが東日本大震災に被災、その体験から海を異常に恐れるようになった光のため、熊本県に引っ越してきて農業を始めた。農作業の帰りに多聞を拾い、家族で飼うことに決める。
内村光
「少年と犬」の登場人物。徹の息子。東日本大震災の経験から心を閉ざしていたが、多聞との交流で心を開くようになる。

## 書誌情報
- 馳星周『少年と犬』
  - 単行本：2020年5月15日発売、文藝春秋、ISBN 978-4-16-391204-2
  - 文庫本：2023年4月5日発売、文春文庫、ISBN 978-4-16-792021-0

## 受賞
2020年7月15日、直木三十五賞を受賞した。馳はデビュー作の『不夜城』で初ノミネートを受けてから23年、7回目のノミネートで受賞となった。

## コミカライズ
村上たかしによるコミカライズ作品が2021年8月21日から文春オンラインで連載され、2022年6月28日に単行本として刊行された。

## 映画
2025年3月20日に公開された。監督は瀬々敬久、主演は本作が初共演となる高橋文哉と西野七瀬。連作短編形式の原作から複数のエピソードと映画オリジナルの要素を加えて再構成したものとなる。

### キャスト
- 中垣和正：高橋文哉
- 須貝美羽：西野七瀬
- 沼口正：伊藤健太郎[9]
- 中垣麻由：伊原六花[9]
- 嵐莉菜[9]
- 木村優来[9]
- 栁俊太郎[9]
- 一ノ瀬ワタル[9]
- 内村久子：宮内ひとみ[9]
- 江口のりこ[9]
- 渋川清彦[9]
- 美保純[9]
- 眞島秀和[9]
- 手塚理美[9]
- 益岡徹[9]
- 片野弥一：柄本明[9]
- 内村徹：斎藤工[9]

### スタッフ
- 原作：馳星周『少年と犬』（文春文庫）[3]
- 監督：瀬々敬久[3]
- 脚本：林民夫[3]
- 企画・プロデュース：平野隆[3]
- 主題歌：SEKAI NO OWARI「琥珀」（ユニバーサル ミュージック）[10]
- プロデューサー：下田淳行、刀根鉄太、辻本珠子[11]
- 音楽：小瀬村晶[11]
- 共同プロデューサー：原公男[11]
- ラインプロデューサー：藤原恵美子[11]
- 音楽プロデューサー：溝口大悟、笹原綾[11]
- 宣伝プロデューサー：森田道広、西尾朱音
- 撮影：鍋島淳裕（J.S.C.）[11]
- 照明：かげつよし[11]
- 美術：露木恵美子[11]
- 装飾：大庭信正、佐原敦史[11]
- 小道具：柳澤武[11]
- 録音：髙田伸也[11]
- 編集：早野亮[11]
- VFXスーパーバイザー：高柳優斗[11]
- スクリプター：江口由紀子[11]
- 衣装：纐纈春樹[11]
- ヘアメイク：那須野詞[11]
- 助監督：木ノ本豪[11]
- 制作担当：森田勝政[11]
- 企画協力：文藝春秋
- 配給：東宝[3]
- 制作プロダクション：ツインズジャパン
- 製作：映画「少年と犬」製作委員会（TBSテレビ、文藝春秋、東宝、TBSスパークル、ツインズジャパン、A-Plus、Y&N Brothers、毎日放送、読売新聞社、TCエンタテインメント、ジェイアール東日本企画、TBSラジオ、ビターズ・エンド、毎日新聞社、LINEヤフー、ローソンエンタテインメント）